# Élections municipales de 2014 à Reims
Pour un article plus général, voir Élections municipales de 2014 dans la Marne.
Les élections municipales ont eu lieu les 23 et 30 mars 2014 à Reims.

## Mode de scrutin
Le mode de scrutin à Reims est celui des villes de plus de 1 000 habitants : la liste arrivée en tête obtient la moitié des 59 sièges du conseil municipal. Le reste est réparti à la proportionnelle entre toutes les listes ayant obtenu au moins 5 % des suffrages exprimés. Un deuxième tour est organisé si aucune liste n'atteint la majorité absolue et au moins 25 % des inscrits au premier tour. Seules les listes ayant obtenu aux moins 10 % des suffrages exprimés peuvent s'y présenter. Les listes ayant obtenu au moins 5 % des suffrages exprimés peuvent fusionner avec une liste présente au second tour.

## Résultats
- Maire sortant : Adeline Hazan (PS)
- 59 sièges à pourvoir (population légale 2011 : 180 752 habitants)

| Tête de liste                                          | Tête de liste   | Liste                 | Premier tour | Premier tour | Second tour | Second tour | Sièges |  |
| Tête de liste                                          | Tête de liste   | Liste                 | Voix         | %            | Voix        | %           | Sièges |  |
| ------------------------------------------------------ | --------------- | --------------------- | ------------ | ------------ | ----------- | ----------- | ------ |  |
|                                                        | Arnaud Robinet  | UMP-UDI               | 20 159       | 39,63        | 25 297      | 46,19       | 44     |  |
| Ensemble pour Reims                                    |                 |                       | 20 159       | 39,63        | 25 297      | 46,19       | 44     |  |
|                                                        | Adeline Hazan * | PS-PCF-EELV           | 19 477       | 38,29        | 23 414      | 42,76       | 12     |  |
| Adeline Hazan Reims, une ville unie, une ville unique  |                 |                       | 19 477       | 38,29        | 23 414      | 42,76       | 12     |  |
|                                                        | Roger Paris     | FN                    | 8 144        | 16,01        | 6 050       | 11,05       | 3      |  |
| Reims bleu Marine                                      |                 |                       | 8 144        | 16,01        | 6 050       | 11,05       | 3      |  |
|                                                        | Karim Mellouki  | PCF diss.-PG-Ensemble | 1 736        | 3,41         |             |             |        |  |
| Place au peuple à Reims                                |                 |                       | 1 736        | 3,41         |             |             |        |  |
|                                                        | Thomas Rose     | LO                    | 1 347        | 2,65         |             |             |        |  |
| Faire entendre le camp des travailleurs lutte ouvrière |                 |                       | 1 347        | 2,65         |             |             |        |  |
|                                                        |                 |                       |              |              |             |             |        |  |
| Inscrits                                               | Inscrits        | Inscrits              | 100 356      | 100,00       |             | 100,00      |        |  |
| Abstentions                                            | Abstentions     | Abstentions           | 48 234       | 48,06        |             |             |        |  |
| Votants                                                | Votants         | Votants               | 52 122       | 51,94        |             |             |        |  |
| Blancs et nuls                                         | Blancs et nuls  | Blancs et nuls        | 1 259        | 2,42         |             |             |        |  |
| Exprimés                                               | Exprimés        | Exprimés              | 50 863       | 97,58        | 54 761      |             |        |  |
| * Liste du maire sortant                               |                 |                       |              |              |             |             |        |  |